# Ronde van Nederland 1986
De 26e editie van de Ronde van Nederland ging op 18 augustus 1986 van start in Veenendaal. Na 5 etappes werd op 23 augustus in Gulpen gefinisht. De ronde werd gewonnen door Gerrie Knetemann.

## Eindklassement
Gerrie Knetemann werd winnaar van het eindklassement van de Ronde van Nederland van 1986 met een voorsprong van 9 seconden op Gerrit Solleveld. De beste Belg was Patrick Verschueren met een 7e plaats.
| Rang | Renner              | Land      | Tijd       |
| ---- | ------------------- | --------- | ---------- |
| 1    | Gerrie Knetemann    | Nederland | 26u 46'16" |
| 2    | Gerrit Solleveld    | Nederland | + 0'09"    |
| 3    | Peter Pieters       | Nederland | + 0'27"    |
| 4    | Johan Lammerts      | Nederland | + 0'28"    |
| 5    | Gert-Jan Theunisse  | Nederland | + 1'07"    |
| 6    | Johan van der Velde | Nederland | + 1'44"    |
| 7    | Patrick Verschueren | België    | + 1'56"    |
| 8    | Gert Jakobs         | Nederland | + 3'08"    |
| 9    | Twan Poels          | Nederland | + 4'05"    |
| 10   | Henk Boeve          | Nederland | + 4'25"    |

## Etappe-overzicht
| Etappe  | Van - naar           | Km         | Etappewinnaar        |
| ------- | -------------------- | ---------- | -------------------- |
| Proloog | Veenendaal           | 4,8        | Jelle Nijdam         |
| 1       | Veenendaal - Assen   | 240        | Twan Poels           |
| 2       | Assen - Schagen      | 238        | Wim Arras            |
| 3       | Schagen - Den Haag   | 247        | Ad Wijnands          |
| 4a      | Den Haag - Nijmegen  | 152        | Eric Vanderaerden    |
| 4b      | Groesbeek - Nijmegen | 14,6 (ITT) | Gerrie Knetemann     |
| 5       | Sittard - Gulpen     | 181        | Jean-Paul van Poppel |

1948 · 1949 · 1950 · 1951 · 1952 · 1953 · 1954 · 1955 · 1956 · 1957 · 1958 · 1959 · 1960 · 1961 · 1962 · 1963 · 1964 · 1965 · 1966 · 1967 · 1968 · 1969 · 1970 · 1971 · 1972 · 1973 · 1974 · 1975 · 1976 · 1977 · 1978 · 1979 · 1980 · 1981 · 1982 · 1983 · 1984 · 1985 · 1986 · 1987 · 1988 · 1989 · 1990 · 1991 · 1992 · 1993 · 1994 · 1995 · 1996 · 1997 · 1998 · 1999 · 2000 · 2001 · 2002 · 2003 · 2004 · 2005 · 2006 · 2007 · 2008 · 2009 · 2010 · 2011 · 2012 · 2013 · 2014 · 2015 · 2016 · 2017 · 2018 · 2019 · 2020 · 2021 · 2022 · 2023 · 2024